# Crkva sv. Martina biskupa u Bošnjacima
Crkva sv. Martina biskupa u Bošnjacima jednobrodna je kasnobarokna bazilika sagrađena 1794. godine.

## Povijest župe
Nakon izgona Turaka 1717. godine i relativne normalizacije života, na području Srijema i Slavonije dolazi do značajnog povećanja broja stanovnika. Tako je osnovana i župa sa sjedištem u Županji u čijem su sastavu bili Bošnjaci i Štitar. Tom su župom u početku upravljali franjevci, a od 1789. dijacezanski svećenici. Sjedište župe ubrzo je preseljeno u Bošnjake kao najveće mjesto tadašnjega dekanata, pa su jedno vrijeme Županja i Štitar bili filijale Župe Bošnjaci. Godine 1756. sjedište župe ponovno je preseljeno u Županju zbog čestih poplava koje su ometale prometnu povezanost ovih triju mjesta. Pred kraj 18. stoljeća župa je izdvojena iz udaljene Pečuške biskupije i pripojena Bosansko-đakovačkoj i Srijemskoj biskupiji. Tada se rađa snažna želja da se drvena i trošna crkva zamjeni novom. Tako je nova župna crkva sagrađena 1794. godine, a posvećena je nakon kompletne obnove 2020. godine, poslije 226 godina od njene izgradnje.

## Župna crkva
Nije poznato kada i gdje je izgrađena drvena crkva posvećena sv. Martinu, no zapisi iz kanonske vizitacije koja datira u 1729. godinu govore kako je ona već tada bila stara i trošna te se nalazila na vrlo plavnom mjestu. Na inicijativu mještana predvođenih tadašnjim župnikom 29. srpnja 1792. godine započinje gradnja nove crkve u središtu sela. Izgradnja je dovršena u jesen 1794. godine kada je i blagoslovljena. Prigodom kanonske vizitacije Župe Bošnjaci 1864. godine biskup Strossmayer zadužio je tadašnjeg župnika dr. Andriju Šumanovca da se, s obzirom na rastući broj vjernika, pobrine za proširenje crkve ili gradnju nove premda je to bila najveća crkva u dekanatu (384 m2). Međutim, taj biskupov nalog nikad nije izvršen iako su sredstva za izgradnju bila osigurana. Godine 1897. crkva je značajno oštećena u potresu kada je bila i privremeno zatvorena sve dok nije ojačana željeznim stegama. Crkva je obnavljana krajem 80-ih godina prošlog stoljeća. Godine 2020. uslijedila je ponovna kompletna obnova župne crkve te njena konačna posveta.

## Oltarna slika
Posebno vrijedna je oltarna slika za koju biskup Strossmayer tijekom vizitacija ističe kako je to najbolja slika u biskupiji te zavrjeđuje biti u stolnoj crkvi. Po biskupovom mišljenju ta slika potječe iz Poussainove francuske škole te je od neprocjenjive vrijednosti za čitavu biskupiju.